# Grimpoteuthis imperator
Grimpoteuthis imperator — вид восьминогів родини Opisthoteuthidae.

## Відкриття
Вид відомий по єдиному чоловічому зразку, знайденому на схилах Імператорського підводного хребта у північній частині Тихого океану біля узбережжя Японії в 2021 році. Він був знайдений на глибині між 3900 і 4400 метрів. Вид був описаний за допомогою неінвазивних методів, таких як КТ та 3D-реконструкція, щоб зберегти єдиний відомий екземпляр, але все ж мати можливість описати вид.